# Play the Game!
Play the Game! ist ein österreichischer Mystery-Thriller aus dem Jahr 2015, der aus einem Projekt an der Universität Klagenfurt heraus entstand und ein Spiel behandelt, das das Töten von Menschen beinhaltet. Das Drehbuch zum Film wurde verfasst von Jörg Helbig, der auch Regie führte. Mit Elementen aus Film Noir und Psychothriller handelt es sich um einen vielschichtigen Kurzfilm. Die Premiere fand am 16. Juni 2015 an der Universität Klagenfurt statt.

## Handlung
Der Film beginnt in einem Supermarkt in Klagenfurt. Einer der Hauptcharaktere, Adam, steht vor einem Regal und wird von der elegant gekleideten Isabel angesprochen. Sie überreicht Adam einen roten Umschlag, in dem steht „PLAY THE GAME – OR SOMEONE WILL DIE“ (deutsch: Spiele das Spiel oder jemand wird sterben). So beginnt eine Reihe mysteriöser Ereignisse. Adam folgt Isabel und kann ihr Kfz-Kennzeichen aufschreiben. Er geht danach in ein Pub und wird beim Hineingehen von einem Mann angerempelt, der sich bei ihm entschuldigt.
Der Mann überquert die Straße und reicht Isabel, die dort bereits auf ihn wartet, die Brieftasche von Adam, die er ihm gestohlen hat. Sie macht sich auf den Weg zu Adams Wohnung, während dieser an der Bar Platz nimmt und mit der Kellnerin Ruby über das gerade Erlebte spricht. Ruby liest sich den Zettel aus dem roten Umschlag durch, stellt Adam ein paar Fragen zu der Frau und rät ihm, zur Polizei zu gehen. Adam ignoriert dies allerdings und erhält sogleich den nächsten Ratschlag. Er soll seine italienische Ex-Freundin Fabiana anrufen, da das Kennzeichen von Isabel aus Italien stammte und sie eine Polizeibeamtin in Udine ist. Adam steht auch diesem Vorschlag ablehnend gegenüber, da er seine Verflossene länger nicht mehr angerufen hat. Als Adam den Pub verlässt, bemerkt er das Fehlen seiner Brieftasche.
Währenddessen bricht Isabel in Adams Wohnung ein und stellt eine Überwachungskamera auf einem Bücherregal auf. Als Adam überraschend die Wohnung betritt, findet er seine Brieftasche; Isabel kann sich rechtzeitig auf dem Balkon verstecken und im Anschluss daran aus der Wohnung verschwinden, während Adam im Bad ist.
Nach seiner Dusche ruft Adam seine Ex-Freundin Fabiana an und will ihren Zugang zur Polizeidatenbank nutzen, um den Besitzer der Nummerntafel ausfindig zu machen. Anfangs ist Fabiana perplex und verärgert, weil Adam nur deshalb angerufen hat, stimmt aber schlussendlich doch zu. Isabel beobachtet das Telefonat über die Kamera und ist ob der Tatsache, dass Adam die Polizei gerufen hat, sehr verärgert. Sie schreibt eine weitere Nachricht mit dem Inhalt „Calling the cops is against the rules. Meet me tonight 10pm, Hotel Moser Verdino, room 318“ (deutsch: Es ist verboten, die Polizei zu rufen. Heute Abend, 22:00, Hotel Moser Verdino, Zimmer 318).
Nach einer Weile ruft Fabiana zurück und berichtet, dass das Auto einer Person gehört, die vor zwei Wochen verstorben ist und das Auto als gestohlen gemeldet ist. Während der Konversation stellt Adam die Schachfiguren auf dem Tisch um, die er nach seiner Dusche umgestoßen hatte. Als Fabiana telefoniert, wird sie von einem Kollegen abgelenkt, die Liebesbeziehung zwischen den beiden Polizeibeamten wird deutlich.
Als Adam die Wohnung verlässt, um bei Ruby etwas zu trinken, bereitet sich Isabel vor, nochmals in die Wohnung einzudringen, um die Kamera zu holen. Adam macht einen Zug auf dem Schachbrett, bevor er geht. Isabel kontert diesen, als sie wieder in der Wohnung ist, und hinterlässt auch die Nachricht, die sie vorhin verfasst hat.
In Rubys Pub spielen Adam und die Besitzerin Pool und Adam teilt ihr die neuen Informationen mit. Er fügt an, dass er, sollte er Isabel finden, sie nach den Regeln des Spiels fragen will.
Isabel ist währenddessen wieder im Hotelzimmer und kramt eine Schachtel mit einem Revolver darin hervor. Sie versichert sich, dass die Waffe geladen ist, und nimmt eine Dusche. In dieser Szene wird auch klar, dass ihre schwarzen Haare nur eine Perücke waren und sie eigentlich blond ist.
Gleichzeitig macht sich Fabiana in ihrem Büro auf der Polizeiwache über Adam Gedanken und fährt daher sofort von Udine nach Klagenfurt zu Adams Wohnung. Dort angekommen, verschafft sie sich Zutritt mit einem Schlüssel, den sie von Adam bekommen hat, als sie noch ein Paar waren. Sie findet die Nachricht von Isabel und eilt besorgt zum angegebenen Treffpunkt. Kurze Zeit später findet auch Adam die Nachricht und eilt ins Hotel. Im Zimmer angekommen, findet er die blutüberströmte Fabiana und hört die Zimmertür zuknallen. Er hatte allerdings nicht bemerkt, dass er von dem Mann verfolgt wurde, der ihm die Brieftasche gestohlen hat.
An einem anderen Tag betritt Isabel erneut den Supermarkt vom Beginn und reicht diesmal Ruby einen Umschlag. Es wird deutlich, dass die beiden Frauen sich kennen, als sich beide mit Vornamen ansprechen. Im Umschlag steht diesmal „PLAY THE GAME – OR YOU WILL DIE!“ (deutsch: Spiel das Spiel oder du wirst sterben!)

## Interpretation
Der Film hinterlässt das Publikum mit diversen unbeantworteten Fragen, wie etwa wer Fabiana erschossen hat oder wie das „Spiel“ überhaupt funktioniert. Unklar bleiben auch die Tatsachen, warum Adam ausgewählt wurde oder woher sich Ruby und Isabel kennen.
Ein Schlüssel zur Interpretation des Filmes sind die Farben und wofür sie stehen. Die dominanten Farben sind Rot und Schwarz und diese bestimmen auch die Beziehungen der drei weiblichen Charaktere zueinander. Auch verbinden sie die Frauen mit den diversen Spielen des Films (Schach, Pool, Poker, Solitaire).

## Fortsetzungen
Who killed Fabiana? Play the Game, part 1.5  wurde im Januar 2016 veröffentlicht. Regie führte wieder Jörg Helbig, der auch das Drehbuch verfasste und als Produzent mitwirkte. Laufzeit dieses Filmes ist 39 Minuten. Es ist ein fiktionaler Dokumentarfilm, der eine Diskussion zum ersten Film mit zirka 40 Interviews kombiniert. Unter den interviewten Personen findet sich die gesamte Besetzung des ersten Teils. Einige Szenen der Fortsetzung führen die Handlung weiter und der Zuseher erfährt, dass Isabel eine international gesuchte Auftragsmörderin ist, die nach den Ereignissen in Klagenfurt nach Berlin flüchtete. Dort trifft sie sich mit Fabianas Liebhaber und es wird angedeutet, dass die beiden zusammenarbeiten.
Der letzte Teil der Trilogie, Endgame, wird im Frühling 2016 produziert und steht wieder unter der Regie von Jörg Helbig, der auch das Drehbuch verfasste und das Projekt als Produzent unterstützt.